# Slaget vid Danzig
Slaget vid Danzig, även kallat Land-sjöslaget vid Danzig, var ett slag mellan Sveriges armé och Polens flotta under andra polska kriget den 15 juli 1628 och som slutade med svensk seger.

## Slaget
Den 15 juli hade den svenska armén tågat upp framför Danzig, sammanlagt cirka 16 000 man. Gustav II Adolf ledde personligen en styrka med 25 lätta kanoner genom ett moras, som enligt Danzigborna var omöjligt att passera och de därför hade lämnat oskyddat. Polackerna skickade då sin flotta för att beskjuta svenskarna på land. Detta var en av de få gånger som svenska armén på land fick möta en flotta i ett så kallat "fältslag". Efter att striden pågått i sex timmar retirerade polska flottan in i Danzigs befästa hamn där den ännu en gång blev inspärrad. Amiralsskeppet och två andra skepp var sänkta och de andra fartygen var illa skadade. Ett ihållande regn räddade dock den polska flottan från ännu större skador. Gustav II Adolf vågade sig dock inte på en stormning av staden, utan istället inleddes en belägring. Det ihållande regnet försvårade krigföringen och först i augusti kunde armén sätta sig i rörelse.